# Čajkovci
Čajkovci su naseljeno mjesto u Republici Hrvatskoj u sastavu općine Vrpolje u Brodsko-posavskoj županiji.

## Zemljopis
Čajkovci se nalaze na županijskoj cesti Slavonski Brod – Vrpolje, 1 km zapadno od općinskog središta Vrpolja, susjedna naselja su Stari Perkovci na sjeveru i Donji Andrijevci na zapadu.

## Stanovništvo
Prema popisu stanovništva iz 2011. godine Čajkovci su imali 639 stanovnika. 
| broj stanovnika | 651   | 650   | 515   | 764   | 715   | 785   | 742   | 798   | 780   | 825   | 838   | 766   | 725   | 688   | 735   | 639   | 494   |
|                 | 1857. | 1869. | 1880. | 1890. | 1900. | 1910. | 1921. | 1931. | 1948. | 1953. | 1961. | 1971. | 1981. | 1991. | 2001. | 2011. | 2021. |

## Šport
- NK Mladost, nogometni klub